# Красная кузница
Судоремонтный завод «Красная Кузница» — старейшее судоремонтное предприятие России, ведущее свою историю с 1693 года. Находится в Соломбальском округе Архангельска.

## История
Историю завода «Красная кузница» необходимо рассматривать с образованием первой Государственной верфи в Архангельске.
18 сентября 1693 года на малом острове в Соломбале между речками Соломбалка и Курья, на берегу Северной Двины, под впечатлением от морского похода Пётр I приказал немедленно создать верфь, на которой будет положено начало строительства кораблей для торгового и военного флота. Пётр I собственноручно заложил 24-пушечный морской торговый корабль «Святой Павел». Эта дата является датой основания в России первой казённой верфи
Строительство верфи Пётр I поручил Архангельскому воеводе Апраксину. Во время второго посещения Петром Архангельска — 20 мая 1694 года «Святой Павел» был спущен на воду. Пётр I непосредственно участвовал в спуске, подрубив опоры, удерживающие корабль. К 1701 году, на Соломбальской верфи было построено 6 кораблей. К третьему приезду Петра I в Архангельск: 17 мая 1702 года были подготовлены к спуску на воду фрегаты «Курьер», «Бригантина», «Святой Илья».
Соломбальская верфь стала центром Государственного, в основном военного кораблестроения. Развитие судостроения дало толчок к развитию промышленности в Архангельске. С Петровских времен славились северяне-строители судов. Широко известны имена выдающихся корабелывк мастеров Портнова, Игнатьева, братьев Амосовых, Давыдова, «могучая кучка» кораблестроителей: А. М. Курочкина, В. А. Ершова, Ф. Т. Загуляева. На верфи строились суда, обладающие хорошими мореходными качествами и боевой мощью.
Флот, построенный на Соломбальской верфи, сыграл громадную роль в победах России на Балтике, а затем на Средиземном и Чёрном морях. За 150 лет существования верфи было построено более 500 торговых судов и кораблей. На смену парусному флоту пришли стальные паровые суда. В 1886 году на месте верфи заново создается предприятие по ремонту морских паровых судов и судов технического флота: земснарядов, шаланд, буксиров, которое стало называться «Мастерские управления работ по улучшению Архангельского морского порта».
К началу первой мировой войны 1914 года производилась реконструкция мастерских, закупалось импортное металлообрабатывающее оборудование, строился наливной док.
С 1916 по 1917 год мастерские срочно превращаются в крупнейший судоремонтный завод на Севере.
27 апреля 1917 года мастерские были преобразованы в «Архангельский портовый ремонтный завод». На предприятии работало 2440 человек. (ГААО фонд 350)
17 февраля 1918 года в Архангельске установилась Советская власть. Декретом В. И. Ленина были национализированы морской и речной флот, в том числе судоремонтные заводы.
В декабре 1922 года завод был переведен в ведение Народного Комиссариата путей сообщения. Согласно Постановлению Архгубисполкома:
- С 12.12.1922 года судостроительный завод именовать «Красная кузнеца» предприятие было единственной базой ремонта судов морского флота на Севере и ремонтировало ежегодно более 200 судов Северного морского пароходства, Морского порта, Архморпути и кораблей ВМФ.
- С 1920 по 1928 год завод ремонтировал суда хлебных экспедиций в Сибирь.
- С 1930 года началось освоение Северного морского пути, велись Арктические экспедиции, завод участвовал в ремонте судов и ледоколов и внес большой вклад в развитие Арктики.

На заводе ремонтировались знаменитые суда «Сибиряков», «Седов», «Русанов», «Садко», «Малыгин», «Таймыр», «Ленин», «Литке» и т.д. В предвоенный период на заводе шла реконструкция.
В 1935 году построен корпусный цех, в 1939-м — линейный. Цеха были оснащены новым оборудованием 11 ставками. Мирный труд Советского народа прервала Великая Отечественная война. Уже утром 23 июня к причалу завода пришли суда для переоборудования. Завод перешёл на 11 часовой рабочий день.
В 1941 году 931 человек из числа рабочих и служащих ушли на фронт. За годы войны кроме основных работ по ремонту судов Северного морского пароходства, судов Беломорской флотилии, судов союзников,  завод изготовлял продукцию для фронта: аэросани, бомбы, мины, гранаты. Работники завода привлекались на разгрузку судов союзников, на сооружение оборонительных объектов. Во время войны завод неоднократно награждался переходящими Красными Знаменами Наркома Обороны. Одно из них в 1946 году передаю заводу на вечное хранение.
За доблестный труд в Великой Отечественной войне сотни судоремонтников были награждены правительственными наградами:
- «За доблестный труд» — 110 человек
- «За оборону Советского Заполярья в Великой Отечественной войне» — 500 человек
- «За Победу над Фашистской Германией» — 120 человек

В честь 30-летия Победы над фашистской Германией напротив проходной завода был воздвигнут монумент погибшим, где 205 имен судоремонтников навечно запечатлены в бронзе. Среди них герои Советского Союза:
- Геннадий Иванович Катарин
- Сергей Николаевич Oрешков
- Пётр Прокопьевич Фефилов

В послевоенные годы кроме судоремонта завод занимался судостроением, строил железнодорожные понтоны, пассажирские катера, плашкоуты.
В 1956 году завод участвовал в снаряжении экспедиции в Антарктиду. На заводе изготовляли металлические домики для жилья, для электростанции, переходы между домиками, сани для перевозки грузов и другое оборудование.
Уникальной была работа по сращиванию из двух разных частей судов типа «Либерти» в плавучем доке, который был использован как кессон из-за малой грузоподъемности.
В 1958 году создан Совет ветеранов
В 1961 году началась реконструкция завода:
- Построен новый электромонтажный цех
- Построена центральная отопительная станция
- Построено 400 метров причалов с установкой портальных кранов
- Заменена система канализации
- Реконструированы: корпусно-сварочный и литейный цех

Внедрялись новые технологические процессы ремонта судов: 
- Полуавтоматическая сварка в среде углекислого газа
- сварка медно-никелевых и алюминиевых сплавов в среде аргона

За годы семилетки завод построил большое количество объектов судостроения: 
- Баржи разной грузоподъемности — 207 шт.
- Несамоходные плашкоуты г/п 100 тонн — 71 шт.
- Понтоны судоподъёмные — 16 шт.
- Плавкран г/п 15 тонн — 2 шт.

За успешное выполнение заданий семилетнего плана и внедрение передовых технологий ремонта судов Указом Президиума Верховного Совета СССР от 29 июня 1966 года завод награждён орденом Трудового Красного Знамени. Бригадир судокорпусников А. В. Сидоровский удостоен звания Герой Социалистического труда.
В связи с ростом объёма производства продолжалась реконструкция завода. Строились причалы, оборудованные кранами и системами централизованной подачи воды, сжатого воздуха, кислорода и ацетилена. Произведена реконструкция стапелей с устройством новых спусковых дорожек, с установкой козловых 50 тонных кранов — 2 шт и одного 15 тонного крана. Завод перешёл к крупному судостроению. В 1975 году был построен плавучий док грузоподъёмностью 7000 тонн, в 1978 году универсальное судно-снабженец «Вавчуга», в 1980 году — второй док, в 1983 году — т/х «Варандей».
Завод был удостоен высокой оценки и награждён Памятным знаком «За трудовую доблесть в 9 пятилетке» Рубиновая Звезда, «Красным Знаменем ЦК КПСС, Совета Министров СССР, ВЦСПС, ЦК ВЛКСМ с занесением на Всесоюзную Доску Почета ВДНХ СССР.
К 60-летию Октябрьской Социалистической Революции в Доме культуры завода «Красная кузница» был открыт Музей «Трудовой и Боевой Славы завода». В целях дальнейшего совершенствования структуры и сокращения сроков ремонта судов на заводе создается «Комплексное доковое производство» (КДП) на базе трех плавучих доков М31, М32, МЗЗ и плавучей мастерской № 629.
1 января 1985 года создаётся «Комплексное судоремонтное производство» (КСП) на базе участка судоремонта корпусного цеха, слесарного участка, механического цеха, трубопроводный и электромонтажные цеха, судостроительное производство на базе участка судостроения корпусного цеха. На заводе строятся теплоходы-площадки г/п 360 тонн, первый из них назван именем директора завода — «Николаи Пермитин», всего построено — 7 штук.
В 1990 годах объём судоремонта и судостроения значительно сократился, завод перешёл на полный хозрасчёт. 1 января 1992 года завод перешёл в ведение Министерства транспорта РСФСР. Завод вместе с другими предприятиями страны вступил в новые рыночные отношения. На заводе сложилась критическая обстановка. Цеха были переведены на внутризаводской хозрасчет. К концу года временная остановка ряда цехов и служб стала необходимостью, произошло сокращение штатов.
26 марта 1993 года СРЗ «Красная кузница» преобразован в акционерное общество открытого типа АО СРЗ «Красная кузница». В апреле была проведена подписка на акции.
С 1 ноября 1996 года доковое и корпусное производство объединены в одно — доковое.
В 1996—1997 годах производственные мощности были не загружены, численность работников сократилась до 732 человек.
В 1997 году завод работал с убытком. Для выведения предприятия из финансового кризиса решением Арбитражного суда Архангельской области 5 февраля 1997 года было введено внешнее управление имуществом. Арбитражным управляющим назначен Сергей Иванович Хромцов (1997—2001). В 1997 году был продан док МЗЗ. Положение завода несколько улучшилось.
Ввиду малых загрузок судами СМП завод переходит к ремонту судов рыболовного флота. Завод продолжает строить теплоходы-площадки, понтоны для Голландской фирмы «Нептун», буксиры-толкачи для фирмы «Дамен». Изготовляет обечайки опор моста через Кольский залив г. Мурманск. Завод выполняет сложный заказ по изготовлению пролетных балок моста через реку Малая Северная Двина у города Котлас и приступает к модернизации доков М32 и М33.
10 ноября 2001 года состоялось очередное заседание акционеров на котором выбран Совет директоров предприятия. Генеральным Директором был избран Владимир Николаевич Дятлов (2001—2005). Завод работал с убытками ввиду малой загрузки.
Определением Арбитражного Суда Архангельской области от 31 августа 2004 года в отношении ОАО «Красная кузница» введена процедура наблюдения. Внешним управляющим назначен Виталий Иванович Галицкий (2005).
27 декабря 2005 года внешним управляющим назначается Олег Германович Смирнов. Завод работает нестабильно и в мае 2007 года был обанкрочен и закончил трудовую деятельность, работники сокращены.
25 января 2011 года Совет кредиторов «Красной Кузницы» принял решение о продаже имущества Центру Судостроения «Звёздочка».
В июле 2012 года решением Объединённой судостроительной корпорации России — 176 завод переименован в Архангельский филиал «СРЗ Красная кузница» ОАО Центр судоремонта «Звёздочка» в целях сохранения традиционного и широко известного крупнейшего судоремонтного предприятия России.
20 августа 2003 года на территории завода на месте засыпанного наливного дока был открыт памятник Соломбальским судостроителям в честь 310-летия основания Первой Государственной верфи.
В 2016 году в честь 75 годовщины первого союзного конвоя «Дервиш», прибывшего 31 августа 1941 года в Архангельск, рядом с проходной завода была открыта мемориальная Доска «Судоремонтникам завода "Красная Кузница", обеспечившим ремонт судов и кораблей союзников в годы Великой Отечественной войны».
27 июня 2018 года у памятника Соломбальским кораблестроителям в честь 325-летия основания первой Государственной верфи была заложена Аллея Героев, где установлены портреты кораблестроителей первой Россий верфи, Российских Адмиралов эпохи флота, пребывавших в Архангельске и Соломбале, а также работников завода - Героев Советского Союза в Великой Отечественной войне, Героев Социалистического Труда. На аллее высажены кусты сирени.
В 2020 году было принято решение о строительстве 4-х пассажирских теплоходов проекта РЕГК.126. 29 июня 2022 года заложено головное судно. 6 апреля 2023 года началась сборка корпуса 2-го судна, в ноябре 2023 года велась подготовка с сбору корпуса 3-го судна.

## Галерея

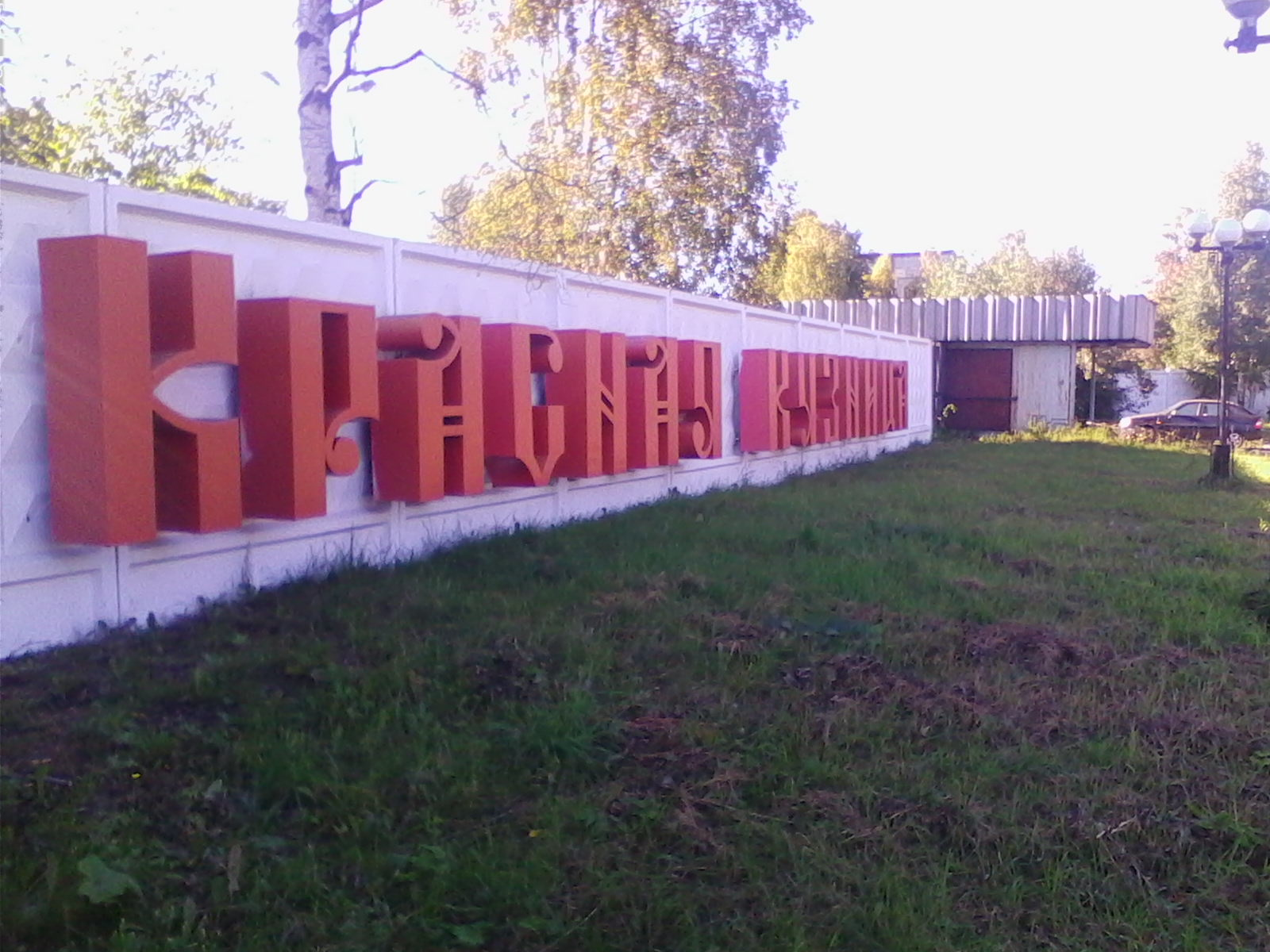
«Красная кузница» на проходной декоративным старославянским шрифтом
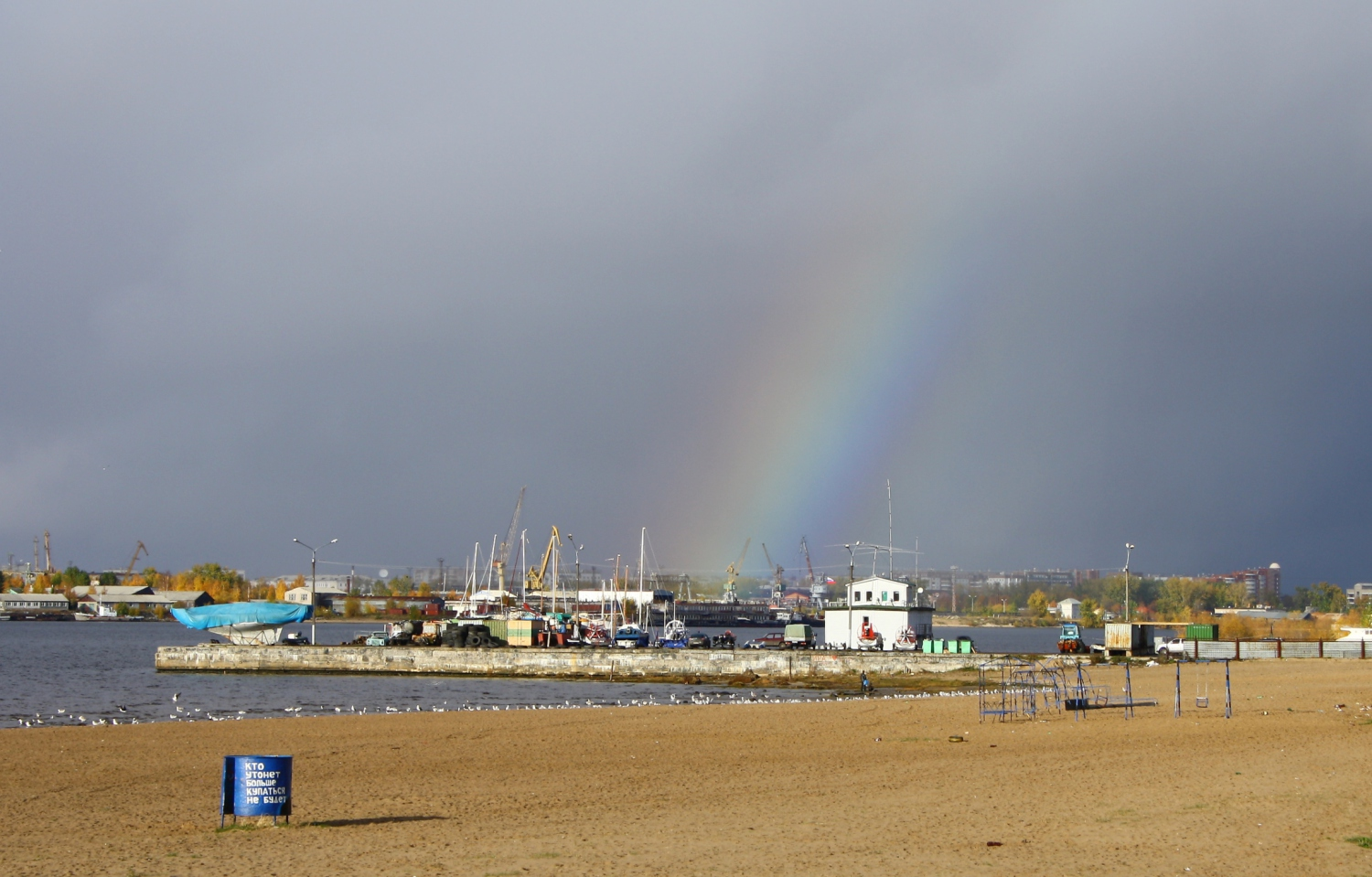
Краны (на заднем плане)
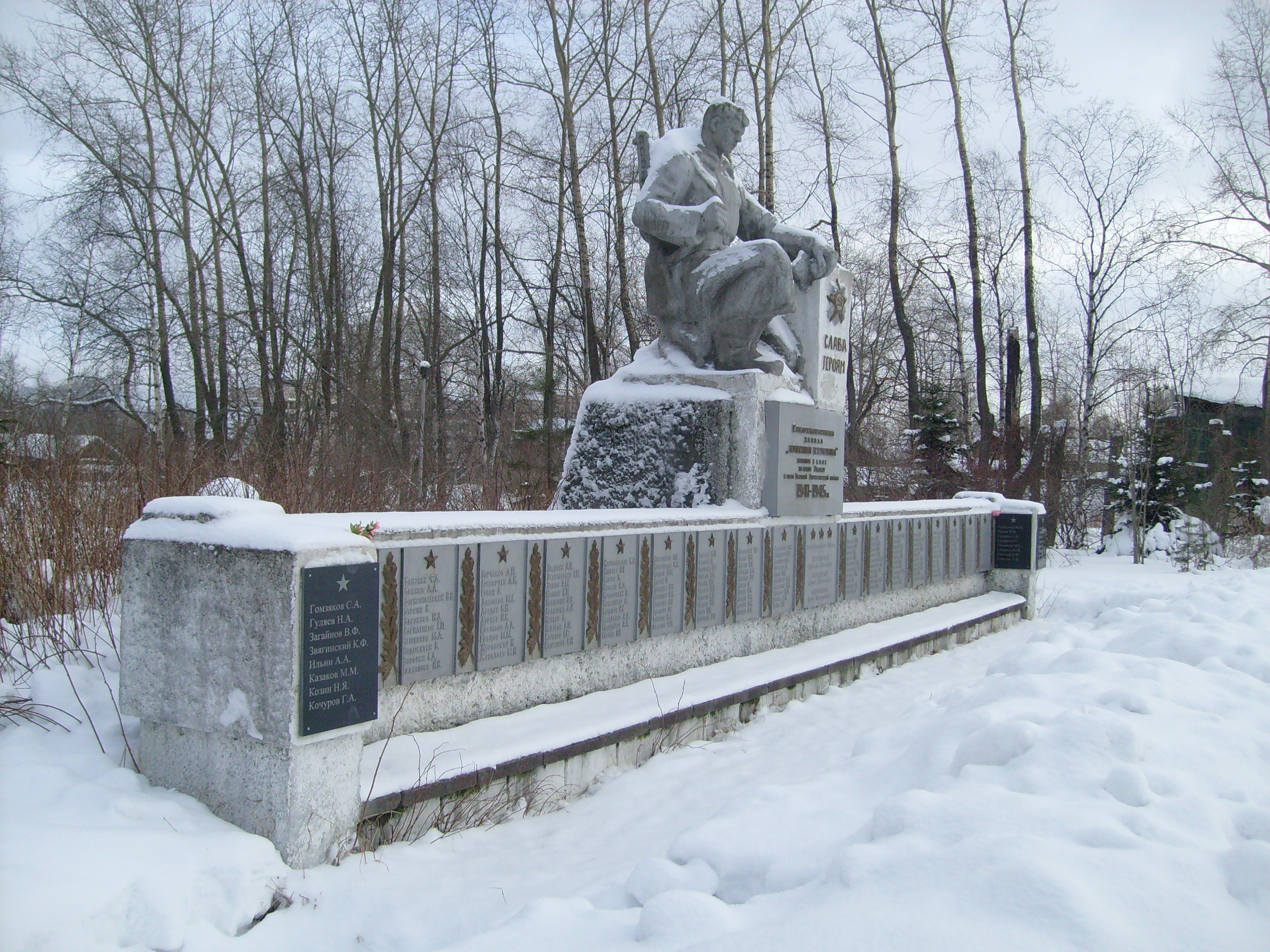
Памятник работникам «Красной Кузницы», павшим в годы ВОВ
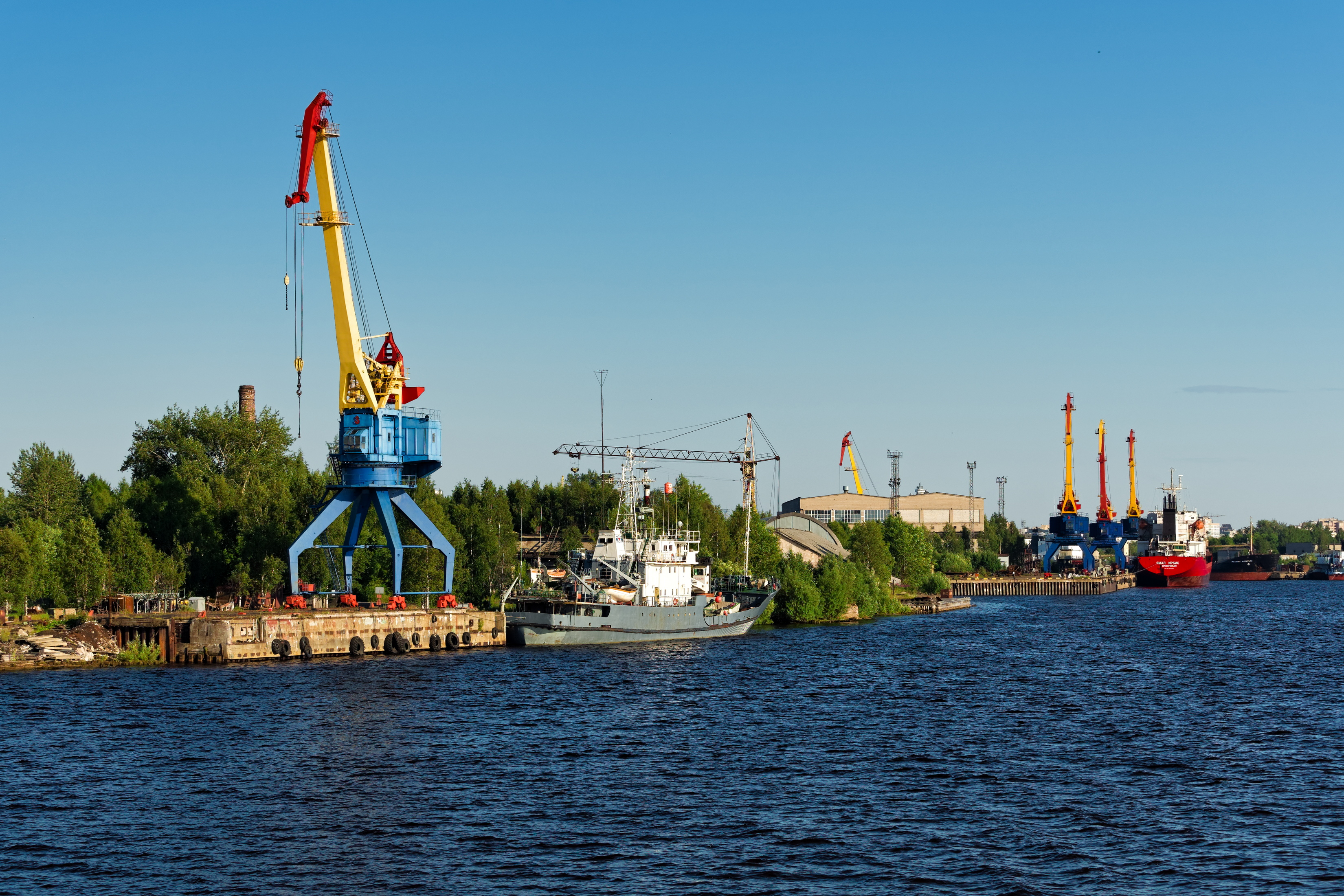
Причалы № 54 и 69
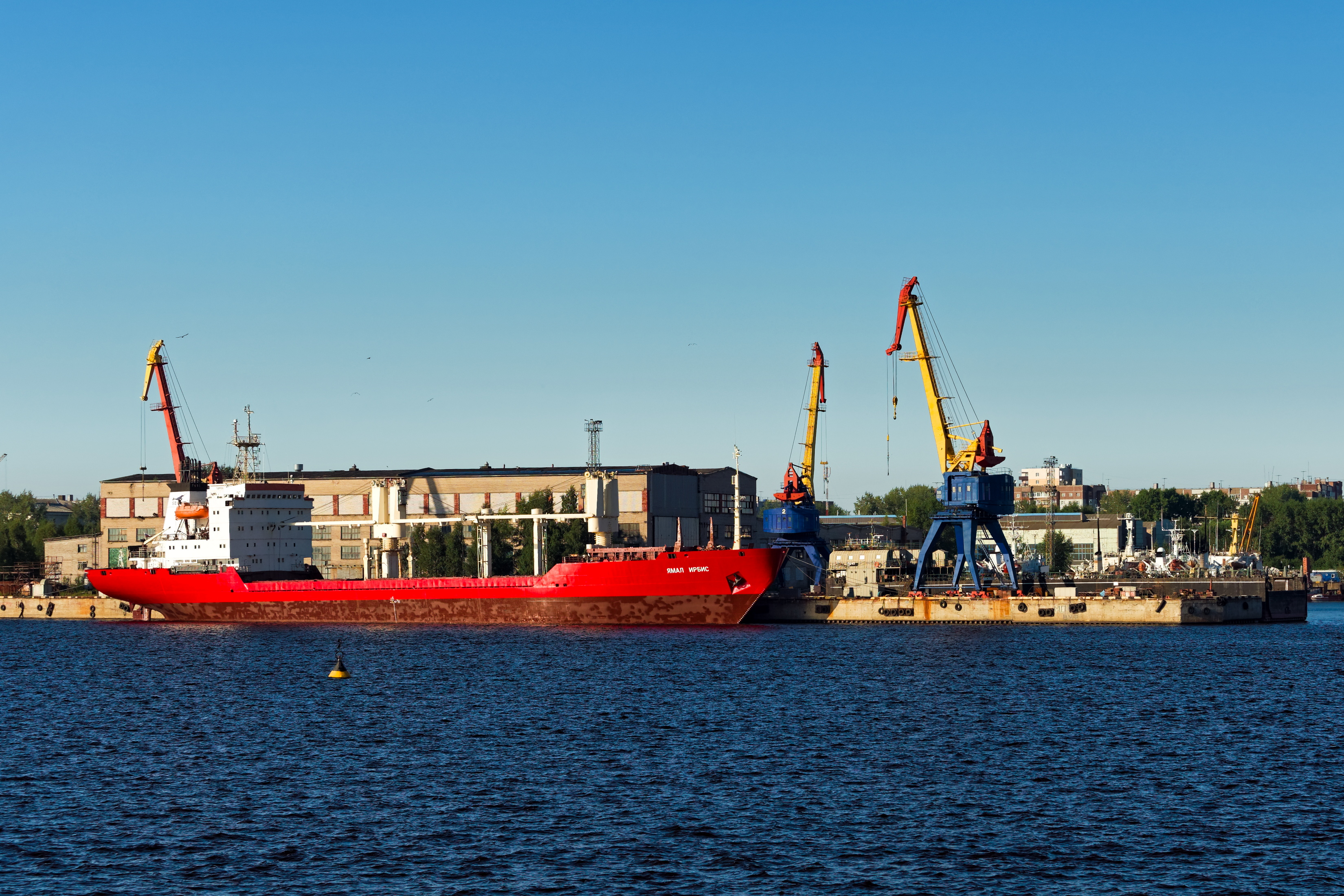
Причал № 69 судоремонтного завода, плавучий док, Соломбальский ковш
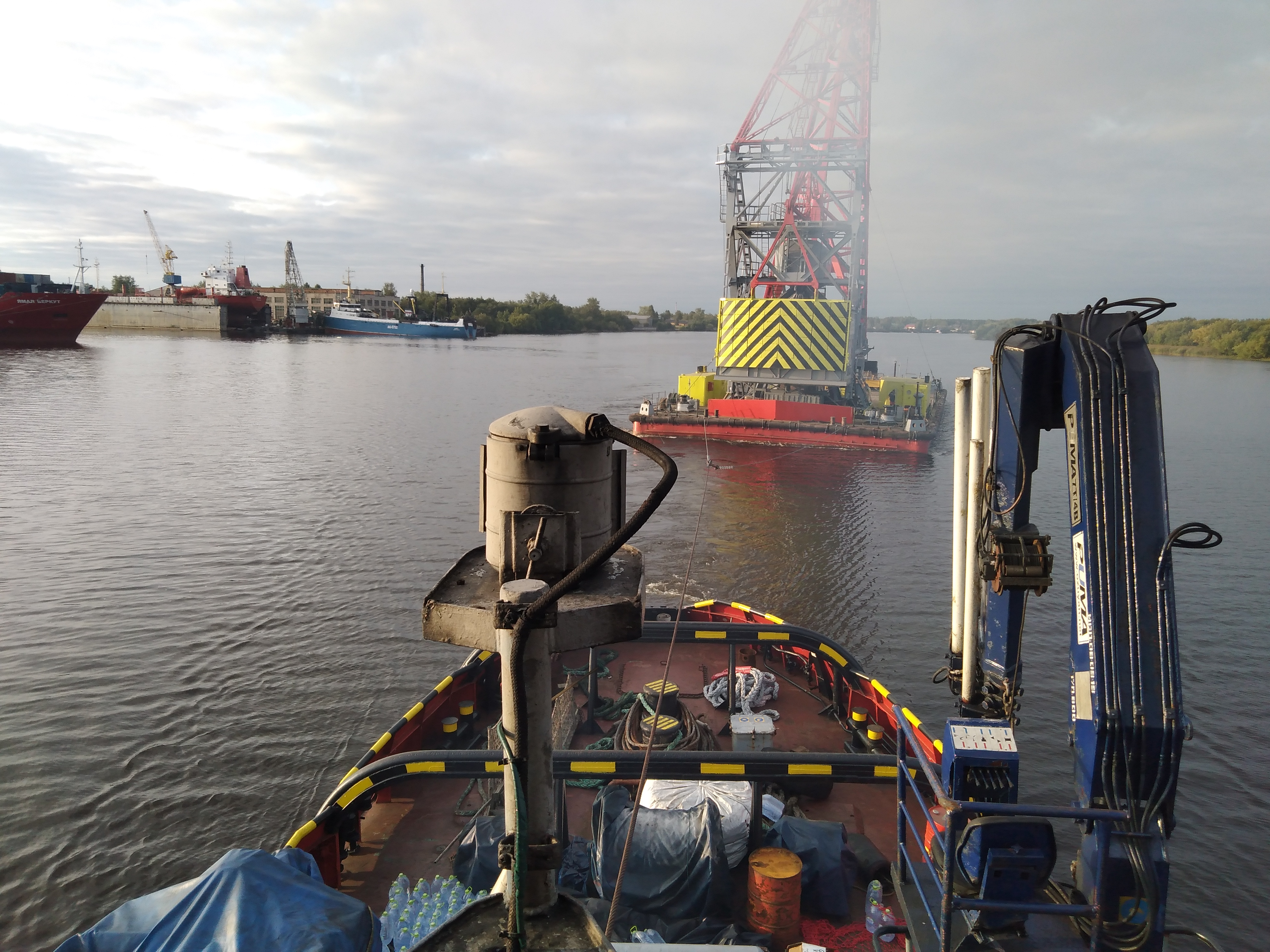
Соломбальский ковш, плавучий док
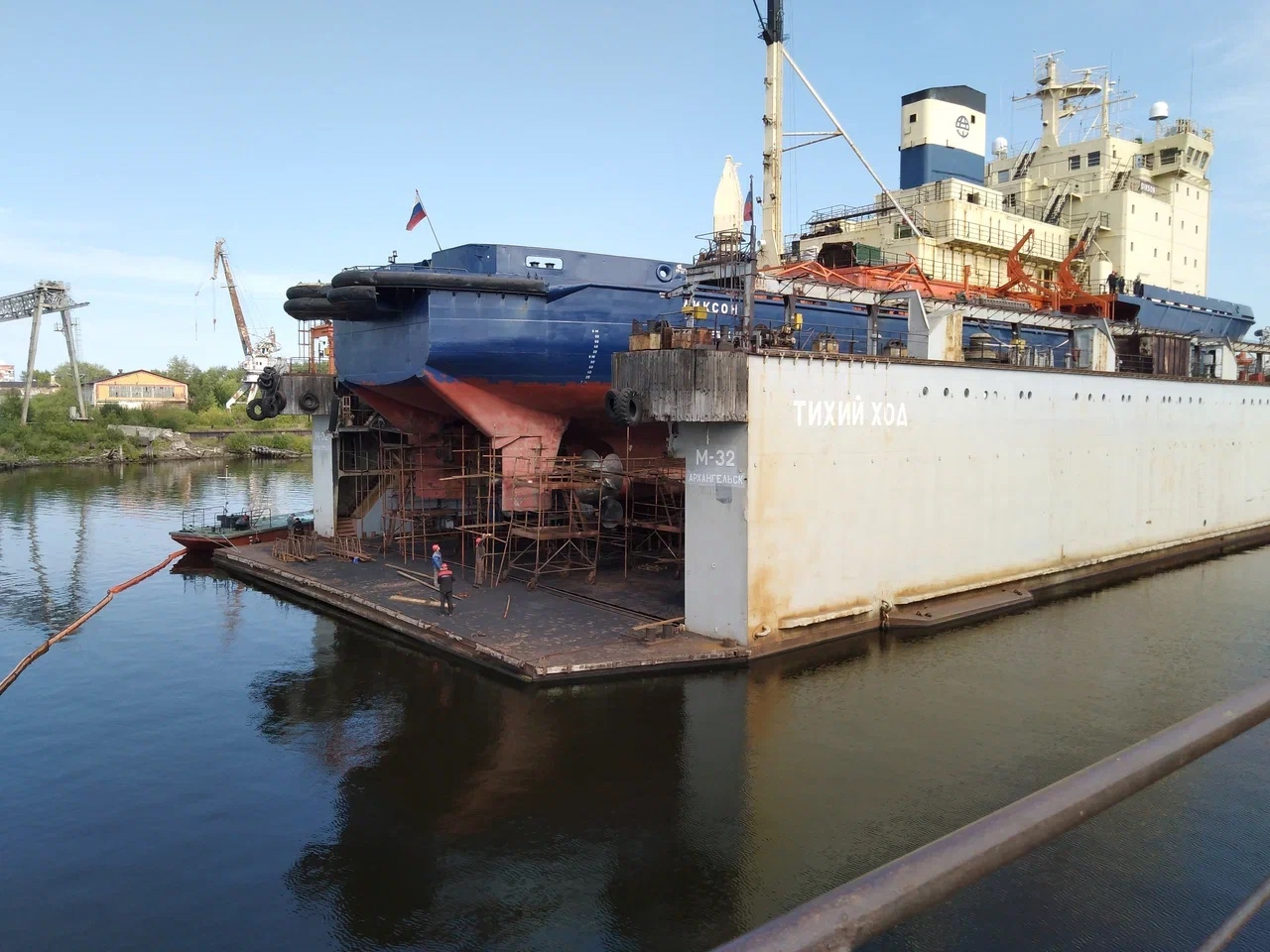
Ледокол Диксон в плавучем доке М-32 (проект 1936)
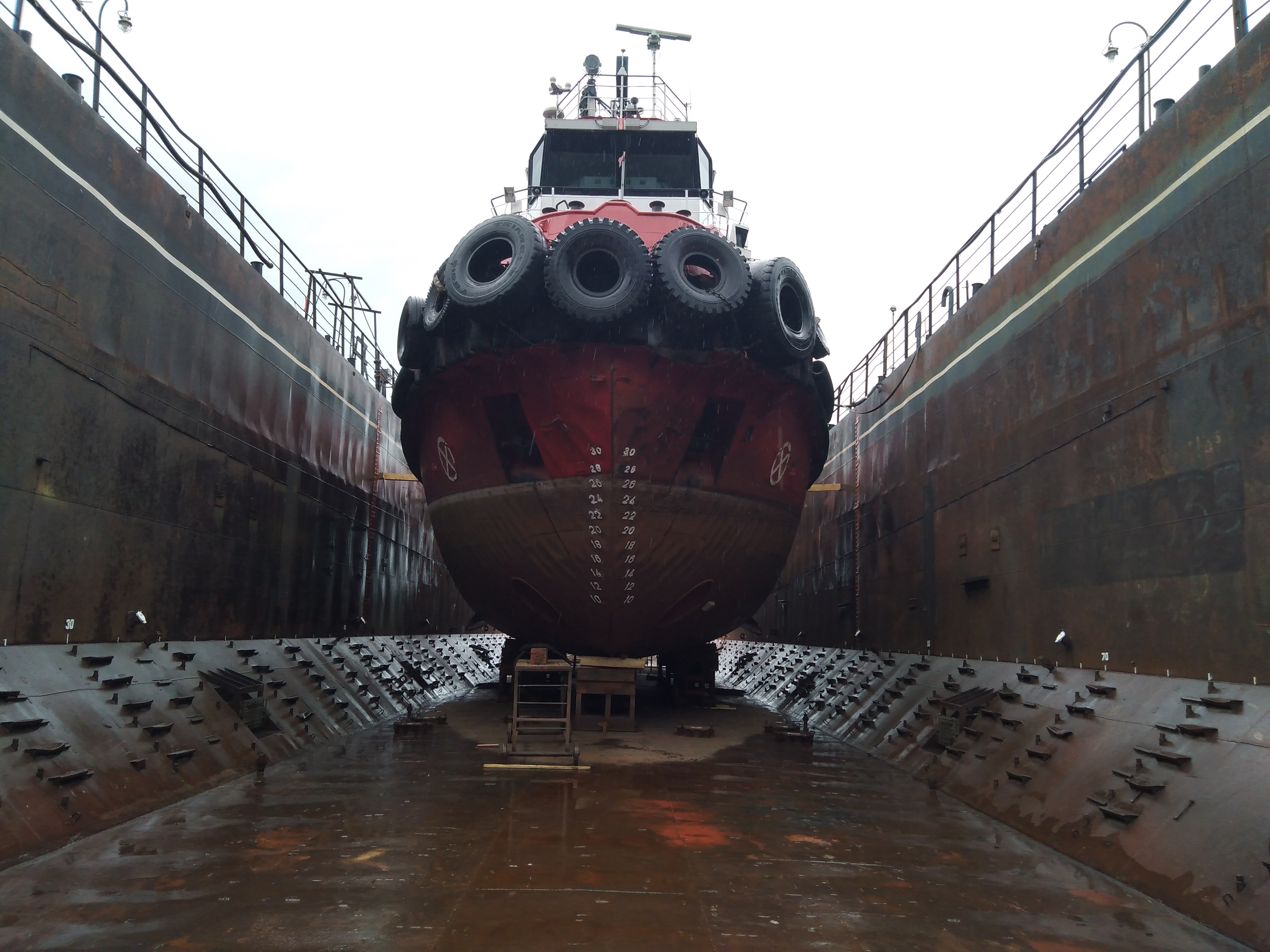
Буксир Антей в плавучем доке ПД-57 (проект 764)